# Наньтоу

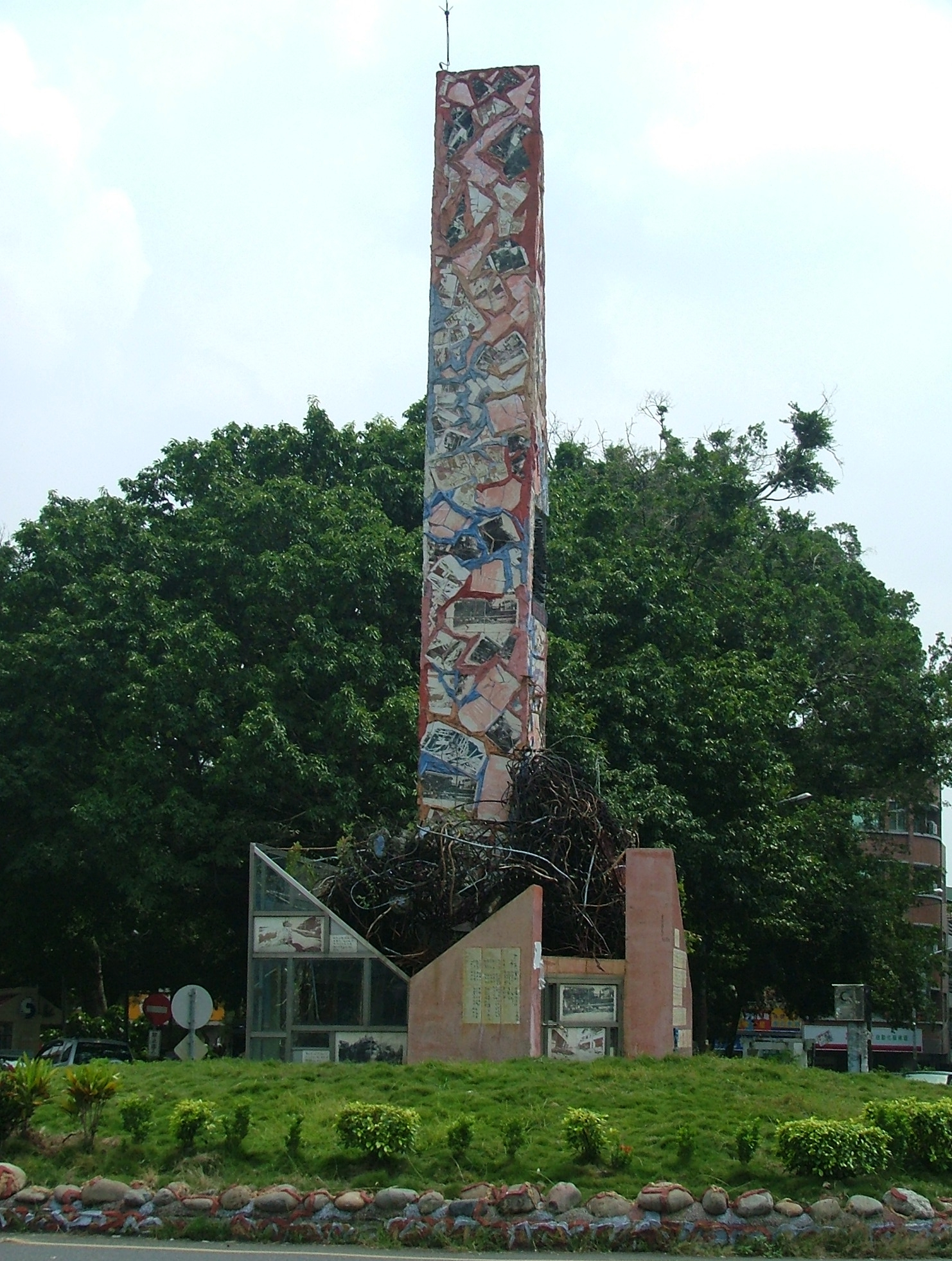
Монумент жертвам землетрясения

Наньтоу (кит. 南投 Nántóu) — административный центр уезда Наньтоу провинции Тайвань Китайской Республики. Город расположен в северной части уезда между горами Багуашань и рекой Маоло.
21 сентября 1999 в окрестности Наньтоу произошло мощное землетрясение (Землетрясение 9/21), погибло более 2 000 человек, экономике уезда нанесён огромный ущерб.

## История

### Империя Цин
Ханьские китайцы начали прибывать в этот район во время правления императора Цяньлун из династии Цин. Первыми поселенцами стали члены клана Чжан, Цзянь, Линь и Сяо. Ямен был организован в 1759, недалеко от нынешней начальной школы Наньтоу.

### Японское владычество
В 1901, во время нахождения Тайваня под властью Японской Империи, Наньнто был одним из двадцати местных административных учреждений. В 1920 году город Нанто был включен в состав округа Нанто префектуры Тайчжоу.

### Китайская Республика
После передачи острова Тайваня от Японии Китайской Республике в 1945 году, округ Наньтоу был организован из округа Тайчжун в 1950 году, а в октябре того же года был организован поселок Наньтоу с правительством округа, расположенным в нем. 1 июля 1957 года правительство провинции Тайвань переехало в Новую деревню Чжунсин, сделав Наньтоу местом расположения правительства провинции. 25 декабря 1981 года Наньтоу стал городом, управляемым округом, по сравнению с предыдущим городским поселком.

#### Землетрясение
Из-за своего расположения вдоль разлома Челунгпу, Наньтоу сильно пострадал от землетрясения 21 сентября 1999 года: 92 человека погибли, и более 1000 зданий были повреждены.